# Morten Arnfred
Morten Arnfred (Copenaghen, 2 agosto 1945) è un regista, sceneggiatore e produttore cinematografico danese, famoso per aver diretto il film Måske ku' vi e la miniserie The Kingdom - Il regno insieme a Lars Von Trier.

## Filmografia

### Regista
- Måske ku' vi (1977)
- Mig og Charly (1978)
- Johnny Larsen (1979)
- Der er et yndigt land (1983)
- Himmel og helvede (1988)
- Den russiske sangerinde (1993)
- Lær at trylle med Søren Pilmark (1996) Uscito in home video
- Taxa, gli episodi "Del 4" (1997), "Del 5" (1997) e "Del 6" (1997)
- Beck, l'episodio "Spår i mörker" (1997)
- The Kingdom - Il regno (Riget) (1994) Miniserie TV
- The Kingdom 2 (Riget II) (1997) Miniserie TV
- Olsen-bandens sidste stik (1998)
- Hotellet, l'episodio 1x3 (2000)
- Lykkevej (2003)
- Forsvar, gli episodi "Den gode søn" (2003), "Den man elsker" (2003) e "Kæmp for alt hvad du har kært" (2003)
- Den store dag (2005)
- Mit Danmark (2006) Documentario
- Anna Pihl, gli episodi "Lokkeduen" (2006), "Hver sin hemmelighed" (2006), "I seng med fjenden" (2006), "Braget i parken" (2006), "Jagten på Zoran" (2006), "Uønsket narkoman" (2007), "Drenge, der elsker fodbold" (2007), "En bøn for Dan Larsen" (2007), "Øje for øje, Del 1" (2007) e "Øje for øje, Del 2" (2007)
- The Killing (Forbrydelsen), l'episodio 1x15 (2007)

### Sceneggiatore
- Mig og Charly (1978)
- Johnny Larsen (1979)
- Ungdomsredaktionen, l'episodio "Rapport fra en baggård: Hvem slog først?" (1980)
- Der er et yndigt land (1983)
- Himmel og helvede (1988)
- Den russiske sangerinde (1993)
- Hotellet (2000-2002) Serie TV
- Lykkevej (2003)

### Produttore
- Der er et yndigt land (1983)
- Hotellet (2000-2002) Serie TV

### Attore
- Prins Piwi (1974)
- Slægten (1978) (non accreditato)

### Direttore della fotografia
- Bordellet (1972)
- Gæstearbejdere (1974)
- Hvid mands sæd (1975) Cortometraggio documentaristico
- Drenge (1977)
- Terror (1977)
- Måske ku' vi (1977)
- Mig og Charly (1978)
- Mit Danmark (2006) Documentario